# Ferrari 312F1
Der Ferrari 312F1 war ein Formel-1-Wagen, den die Scuderia Ferrari von 1966 bis 1969 baute und einsetzte.
Für die Formel-1-Saison 1966 wurde relativ kurzfristig der erlaubte Hubraum von Saugmotoren von 1,5 auf 3 Liter verdoppelt. Außerdem waren, wie schon bis 1951, aufgeladene 1,5-Liter-Motoren erlaubt. Obwohl die Alfa Romeo 158/159 mit Kompressor Anfang der 1950er-Jahre schon über 400 PS entwickelten, nutzten Hersteller erst Ende der 1970er-Jahre wieder diese Technik.
Fahrgestell und Aufhängung übernahm Ferrari vom letzten 1,5-Liter-Wagen, dem Ferrari 1512. Dessen Flachmotor wurde durch den klassischen 60°-V12 der Ferrari-275P-Sportprototypen ersetzt, allerdings durch kürzeren Hub von 3,3 auf knapp 3,0 Liter verkleinert. Damit hatte der Motor wieder 250 cm³ pro Zylinder wie ein Ferrari 250, es wurde aber stattdessen gemäß der Nomenklatur der vorangegangenen Formel-1-Modelle die Bezeichnung 312 gewählt, für 3 Liter Hubraum und 12 Zylinder. Er hatte zwei obenliegende Nockenwellen je Zylinderbank mit zwei Ventilen pro Zylinder, dazu eine Benzineinspritzung von Lucas, die den Kraftstoff in die mittig angeordneten Ansaugstutzen einspritzte. So entstand ein Motor, der bei 2.989 cm³ zirka 330 PS (243 kW) leistete.

## Saison 1966
Als der Wagen 1966 auf den internationalen Rennstrecken erschien, stieß er in eine Übergangsphase der Formel 1. Die meisten Teams setzten zunächst aufgebohrte Coventry-Climax-Aggregate ein, Lotus nutzte auch die H16-Motoren von B.R.M., und Brabham hatte sich von Repco relativ einfache V8-Motoren bauen lassen. Cooper bekam von Maserati V12-Motoren, die auf dem Motor des 250 der 1950er-Jahre basierten. Der V12-Weslake für die AAR Eagle von Dan Gurney war ebenso verspätet wie der V8-Motor von Ford-Cosworth, der erst 1967 debütierte.
Die Chancen für den Ferrari 312F1, ein siegreiches Rennfahrzeug zu werden und auch Titel einzufahren, standen daher gut. Aber die Scuderia Ferrari war in der ersten Saisonhälfte mit den traditionellen Sportwagenrennen beschäftigt und verlor zudem in Le Mans erstmals gegen Ford. Surtees gewann im Regen den Großen Preis von Belgien in Spa-Francorchamps, war aber unzufrieden. Rasch stellte sich heraus, dass der Wagen mit 600 kg viel zu schwer war und der V12 dafür zu wenig Leistung hatte. Lorenzo Bandini fuhr einen Ferrari 246 Tasman mit dem leichteren V6-Motor, obwohl dieser nur 2,4 Liter Hubraum hatte. Nach einem Zerwürfnis mit Teammanager Eugenio Dragoni verließ John Surtees, Formel-1-Weltmeister von 1964, Ferrari und ging zu Cooper-Maserati, wo er nach einem weiteren Sieg Vizeweltmeister wurde.
Nun schenkte Ferrari der Formel 1 mehr Aufmerksamkeit. Beim Großen Preis von Italien auf der schnellen Strecke von Monza, bei der das Gewicht des 312 kaum hinderlich war, gab es einen viel umjubelten Doppelsieg von Ludovico Scarfiotti und Mike Parkes. Im 312 von Scarfiotti kam dabei ein modifizierter Motor mit 36 Ventilen (pro Zylinder zwei Einlass- und ein Auslassventil) zum Einsatz. Diese Erfolge blieben aber Stückwerk gegen die konsequente Arbeit von Brabham, die dem Team von Jack Brabham Fahrer- und Herstellertitel einbrachte. Ferrari wurde aber immerhin Zweiter in der Herstellerwertung.

## Saison 1967
Für 1967 wurde das Chassis verbessert, eine Kombination aus Rohrrahmen und Monocoque, ohne allerdings das Gewicht des nun zirka 550 kg schweren Wagens auf das Gewichtslimit von 500 kg senken zu können. Der Motor wurde angepasst, es wurden Dreiventil-Zylinderköpfe mit umgekehrter Querstromrichtung eingebaut, das heißt, die Auspuffanlage war nun mittig oben angeordnet, die Ansaugstutzen ragten seitlich heraus. Die Leistung stieg auf 360 bis 390 PS (265 bis 287 kW).
Das Jahr begann mit einer Katastrophe, als Lorenzo Bandini im 312F1 beim Großen Preis von Monaco, dem ersten Grand Prix, an dem Ferrari 1967 teilnahm, tödlich verunglückte. Eine Variante mit langem Fahrgestell wurde für den hochgewachsenen Mike Parkes eingesetzt, doch die Formel-1-Karriere des Briten endete im selben Jahr nach einem schweren Unfall in Spa. Nur Chris Amon sammelte Punkte durch vier dritte Plätze. Die Saison verlief somit denkbar enttäuschend für Ferrari, sowohl in der Formel 1 als auch bei den Sportwagen, wo Ford erneut in Le Mans und in der Weltmeisterschaft triumphierte.

## Saison 1968
Nach einer Regeländerung in der Sportwagenweltmeisterschaft verzichtete Ferrari auf eine Teilnahme und konnte sich voll auf die Formel 1 konzentrieren. Eine erneute Überarbeitung von Fahrgestell und Motor brachte den 312F1 nun auf das konkurrenzfähige Gewicht. Nachdem Lotus in Monaco Flügel eingeführt hatte, bekam der 312 über dem Motor einen durch den Fahrer verstellbaren Flügel. Der Belgier Jacky Ickx gewann den verregneten Großen Preis von Frankreich in Rouen und war der erste Fahrer, der mit einem Heckflügel einen Weltmeisterschaftslauf gewann. Es war zudem der erste Sieg für Ferrari seit fast zwei Jahren, blieb aber für den gleichen Zeitraum auch der einzige. Ickx war die Entdeckung des Jahres und konnte sich mehrmals in Szene setzen. Im Schlussklassement der Weltmeisterschaft erreichte er den vierten Rang. Ferrari wurde im Pokal der Hersteller ebenfalls Vierter.

## Saison 1969
1969, Ickx war zu Brabham abgewandert, setzte die Scuderia fast die gesamte Saison nur einen 312F1 mit Chris Amon am Steuer in der Weltmeisterschaft ein. Dazu kamen Einsätze in einem Sportwagen, der auf dem F1 basierte, der Ferrari 312P. Das Fahrwerk wurde leicht verändert, der Motor so überarbeitet, dass er am Prüfstand 430 PS (316 kW) leistete. Die letzte Saison des 312F1, in der aerodynamische Hilfsmittel eine wichtige Rolle spielten, wurde zum Misserfolg. Amon kam mit dem Wagen kaum ins Ziel und schaffte nur in den Niederlanden einen Podiumsplatz. Frustriert verließ der Neuseeländer noch während der Saison Ferrari. Sein Nachfolger Pedro Rodríguez wurde beim letzten Rennen des 312F1 in Mexiko damit Siebter.
Ferrari wurde Letzter in der Herstellerwertung. Im Gegensatz zur britischen Konkurrenz, die den Cosworth-V8 nutzte, sich zunehmend von Sponsoren unterstützen ließ und in deren Farben antrat, verzichtete Ferrari weitgehend auf diese Neuerung und behielt auch das klassische Rosso Corsa bei. Durch Verkauf von Firmenanteilen an FIAT erwarb Enzo Ferrari wieder finanzielle Mittel für Weiterentwicklungen.
Das Nachfolgemodell des 312, der Ferrari 312B, wurde ab 1970 mit einem flachen 12-Zylinder-180°-V-Motor ausgestattet. Mit diesem neuen Motor, nicht ganz korrekt als Boxer bezeichnet, errang die Scuderia in den 1970er Jahren mehrere Weltmeisterschaften, auch bei den Sportwagen.

## Galerie

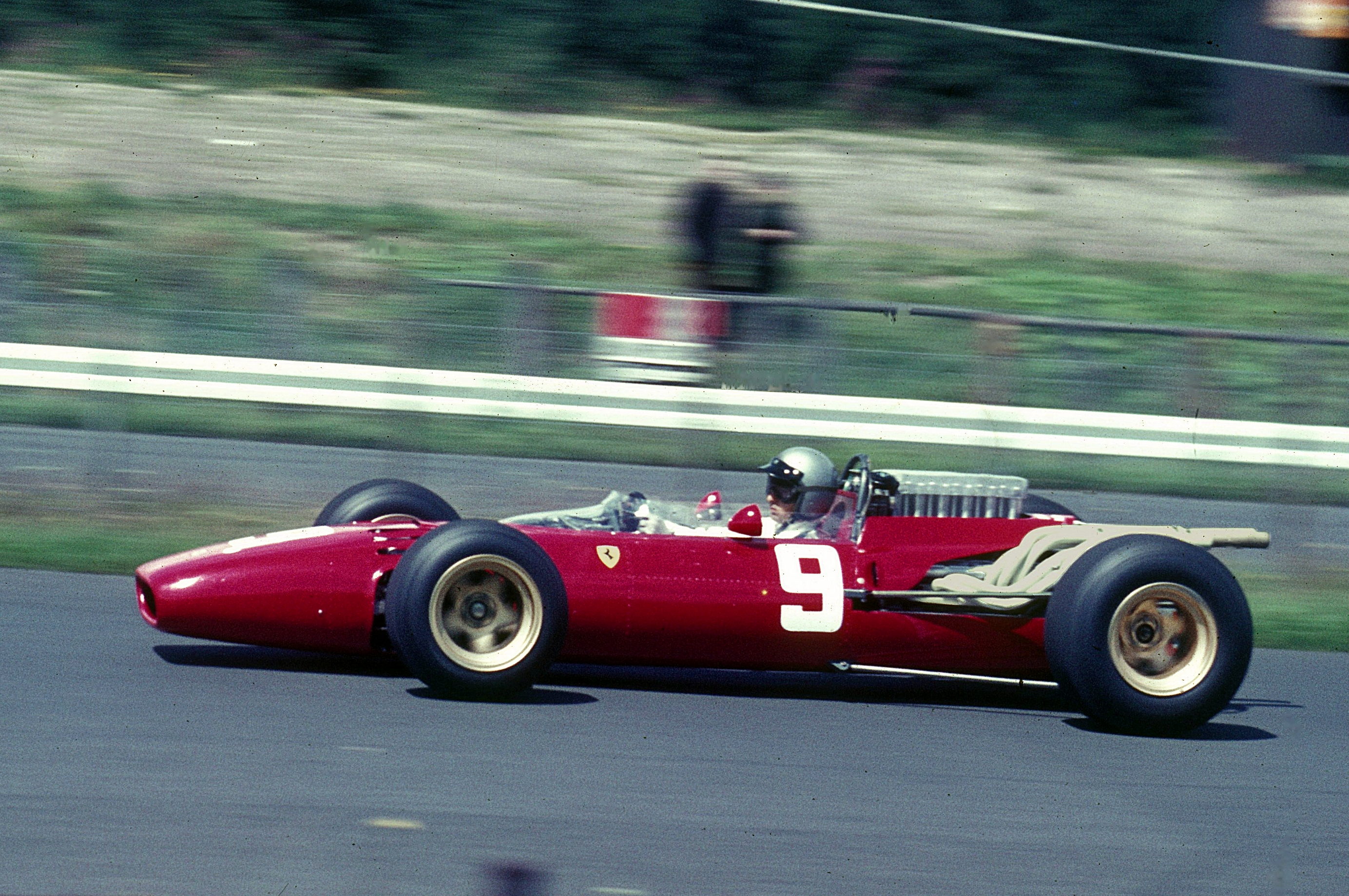
Lorenzo Bandini 1966 im Ferrari 312F1 beim Training zum GP von Deutschland auf dem Nürburgring
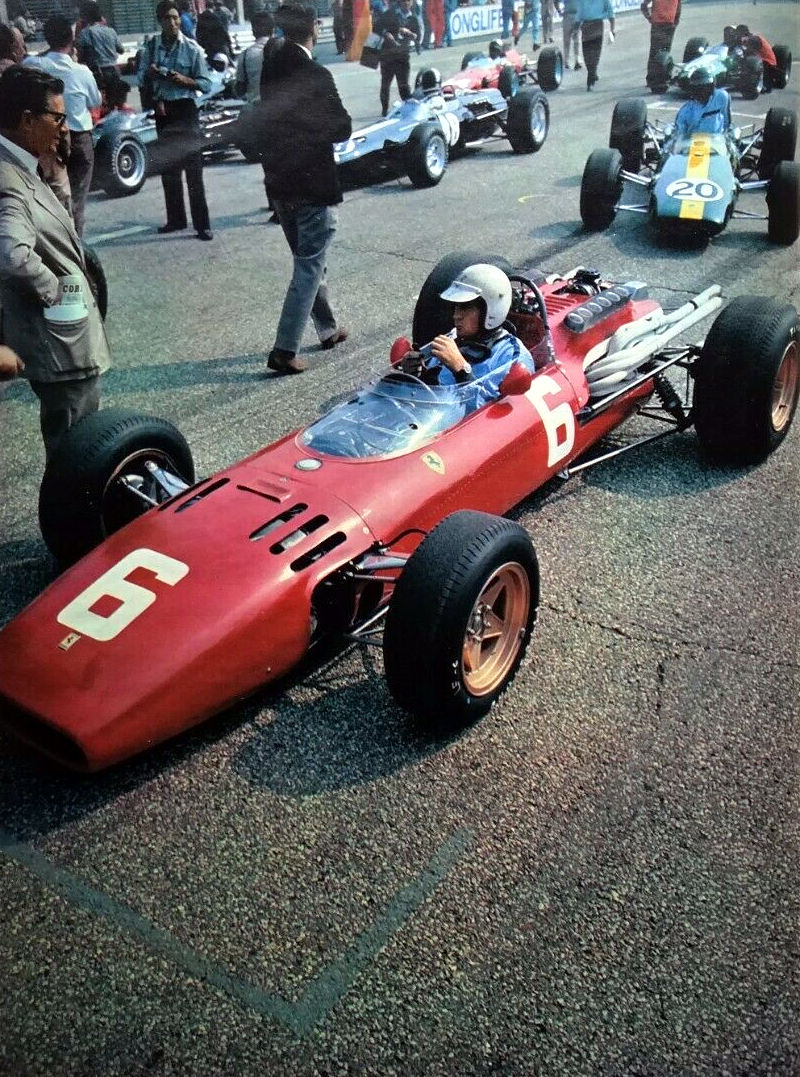
Ludovico Scarfiotti nach seinem Sieg beim Großen Preis von Italien 1966
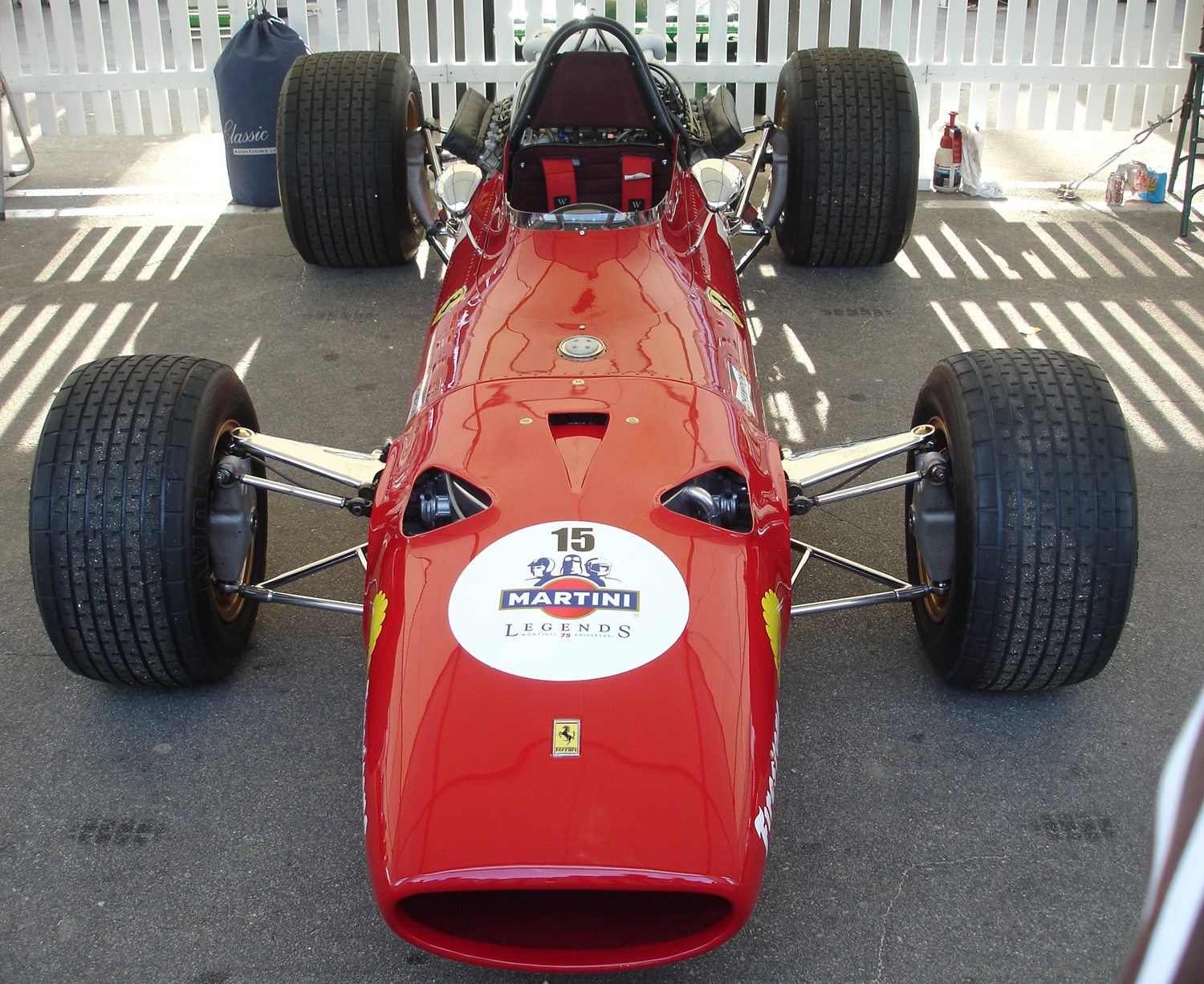
Ferrari 312F1, Ausführung ab 1967
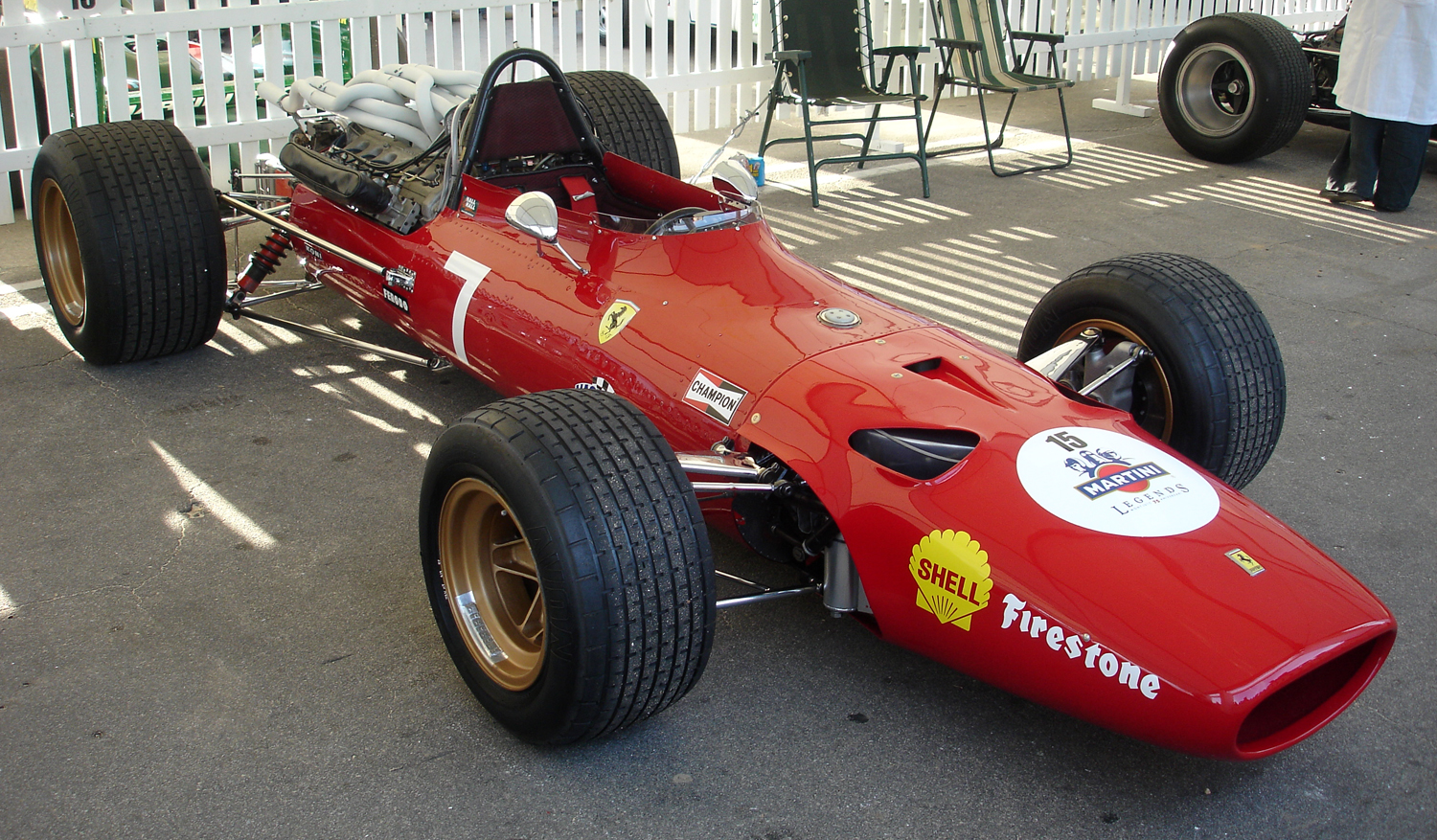
Ferrari 312F1
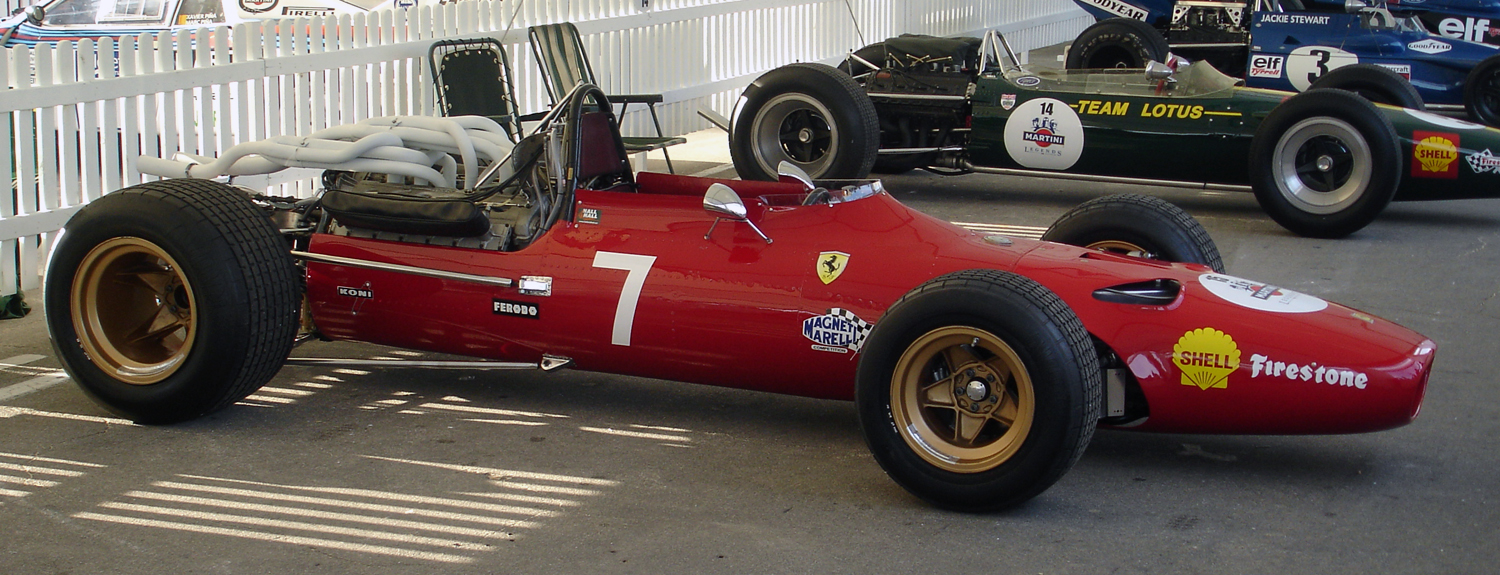
Ferrari 312F1

## Statistik in der Formel 1
| Saison | Teamname         | Chassis     | Motor           | WM-Rang | Punkte |
| ------ | ---------------- | ----------- | --------------- | ------- | ------ |
| 1966   | Scuderia Ferrari | Ferrari 312 | Ferrari 3.0 V12 | 2.      | 31     |
| 1967   | Scuderia Ferrari | Ferrari 312 | Ferrari 3.0 V12 | 4.      | 20     |
| 1968   | Scuderia Ferrari | Ferrari 312 | Ferrari 3.0 V12 | 4.      | 32     |
| 1969   | Scuderia Ferrari | Ferrari 312 | Ferrari 3.0 V12 | 6.      | 7      |

## Technische Daten
| Kenngrößen            | Ferrari 312F1; Baujahr 1966; eingesetzt von 1966 bis 1969    |
| --------------------- | ------------------------------------------------------------ |
| Motor                 | 12-Zylinder-V-Motor vor der Hinterachse                      |
| Bohrung × Hub         | 77 × 53,5 mm                                                 |
| Hubraum               | 2989 cm³                                                     |
| Verdichtung           | 11,8: 1                                                      |
| Leistung              | 1966–1968: 360 PS bei 10.000/min 1969: 436 PS bei 11.000/min |
| Max. Drehmoment       | -                                                            |
| Kurbelwelle           | -                                                            |
| Motorsteuerung        | OHC, Kette, 2 Ventile (1969 4 Ventile)                       |
| Aufladung             | Lucas-Kraftstoffeinspritzung                                 |
| Treibstoff            | -                                                            |
| Tankinhalt            | 158 Liter                                                    |
| Kühlung               | -                                                            |
| Getriebe              | 5 Gang, 1 Retourgang, Mehrscheibenkupplung                   |
| Fahrgestell           | Monocoque/Gitterrohrrahmen                                   |
| Aufhängung vorn       | Doppelquerlenker, innenliegende Schraubenfedern              |
| Aufhängung hinten     | Doppelquerlenker, Schraubenfedern                            |
| Stoßdämpfer           | Teleskopstoßdämpfer vorne und hinten                         |
| Bremsen               | Vier hydraulisch betätigte Scheibenbremsen                   |
| Radstand              | 2400 mm                                                      |
| Spur                  | 1450/1435 mm                                                 |
| Außenmaße             | 3830 × 760 (Cockpit) × 870 mm                                |
| Trockengewicht        | 610 kg (inkl. Wasser und Öl)                                 |
| Höchstgeschwindigkeit | -                                                            |